# Pirmin Stierli
Pirmin Stierli   (Baar, 9 d'octubre de 1947) és un exfutbolista suís de la dècada de 1970.
Fou 16 cops internacional amb la selecció suïssa.
Pel que fa a clubs, defensà els colors de FC Zug, FC Zürich, RSC Anderlecht i Neuchâtel Xamax.

## Palmarès
FC Zürich
- Lliga suïssa de futbol (4): 1967-68, 1973-74, 1974-75, 1975-76
- Copa suïssa de futbol (3) 1971-72, 1972-73, 1975-76